# Danielle Page
Pour les articles homonymes, voir Page.
Danielle Page, née le 14 novembre 1986 à Colorado Springs (Colorado), est une joueuse américano-serbe de basket-ball évoluant au poste d'ailière.

## Biographie
À sa sortie de l'université du Nebraska, elle signe en tant qu'agent libre avec le Sun du Connecticut, franchise où elle dispute trois rencontres pour une moyenne de deux points et deux rebonds par rencontre.
Au club hongrois de Zalaegerszeg, elle compile 29 minutes de temps de jeu, 18 points, 56,1 % d’adresse à 2 points, 9,2 rebonds, et 1,9 interception.
Après une saison passée à Challes-les-Eaux, le club disparaît du haut niveau après avoir échoué à négocier sa fusion avec Lyon. Alexia Plagnard, Sara Chevaugeon, Mistie Mims et Danielle Page rejoignent Lyon après le renoncement de Challes.
Après une troisième place accrochée avec Lyon en 2013, elle quitte le club pour rejoindre Basket Landes après avoir été proche de signer à Montpellier.
Lors de la saison 2013-2014, elle est sacrée meilleure joueuse étrangère du championnat. Bourges finit en tête de la saison régulière.
Elle est engagée par le champion de France Bourges pour la saison LFB 2015-2016, mais n'y reste qu'une saison (soit 5 ens en France) après y avoir remporté l'Eurocoupe 2015-2016. Engagée avec UNIQA Sopron pour la saison 2016-2017, elle doit y renoncer car blessée au genou.

## Équipe nationale
Naturalisée serbe début 2015, elle fait ses débuts lors du championnat d’Europe 2015, poussant l'intégration jusqu'à apprendre l'hymne national serbe. Elle conduit la Serbie au titre européen en battant la France en finale du l'Euro sur le score de 76 à 68, ce qui permet au pays d'être directement qualifié pour les Jeux olympiques de Rio. Elle déclare : « Les joueuses ont été d’une gentillesse extrême et m’ont super bien accueilli (...) Il y a un an, je n’aurais jamais imaginé être ici, avec la Serbie et surtout une médaille d’or autour du cou... mais maintenant que je l’ai je suis remplie d’émotions (...) Je ne peux pas parler pour la coach mais oui moi ça m’a aidé de connaître les joueuses françaises et leur façon de jouer. »
« Quand tu regardes les Jeux olympiques enfant, tu en rêves. C'est le pinacle du sport. Au lycée, tu te dis qu'il n(y a pas un pour cent de pou cent de chance d'y aller. Mais quand coach Maljkovic m'a appelé, les étoiles du rêve ont commencé à scintiller devant moi. C'est un rêve que je ne savais même pas avoir. » La Serbie obtient sa qualification pour les Jeux de Rio où elle affronte son pays d'origine en phase de poules.

## Carrière
- 2004 - 2008 :  Université du Nebraska (NCAA)
- 2008 :  Sun du Connecticut
- 2008 - 2009 :  Dunav
- 2009 - 2010:  ASA Jerusalem
- 2010 - 2011 :  Zalaegerszeg
- 2011 - 2012 :  Challes-les-Eaux Basket
- 2012 - 2013 :  Union Lyon Basket Féminin
- 2013 - 2015 :  Basket Landes
- 2015 - 2016 :  Tango Bourges Basket
- 2016 - :  UNIQA Sopron

## Palmarès
- Médaille de bronze aux Jeux olympiques de 2016[14]
- Médaille d'or au championnat d'Europe 2015[11] en Hongrie et Roumanie
- Match des champions : 2015[15]
- Vainqueur de l'Eurocoupe : 2016[16].

## Distinctions individuelles
- Meilleure joueuse étrangère du championnat de France 2013-2014[6]